# 顧餘慶
顧餘慶（1441年—？），字崇善，直隸蘇州府長洲縣人，民籍。明朝政治人物。進士出身。

## 生平
成化元年（1465年）舉乙酉科應天府鄉試第一百三十四名。成化八年（1472年）壬辰科會試第一百四名，殿試登進士第二甲第四十八名。

## 家族
曾祖父顧德華。祖父顧巽，永樂甲辰進士，称病不仕，贈御史。父亲顧㿥，正統丙辰進士，曾任江西赣州府知府。